# Wong Kam Po
Wong Kam Po –en chino, 黃金寶– (Hong Kong, 13 de marzo de 1973) es un deportista hongkonés que compitió en ciclismo en las modalidades de ruta y pista. Ganó una medalla de oro en el Campeonato Mundial de Ciclismo en Pista de 2007, en la carrera de scratch.

## Medallero internacional
| Campeonato Mundial | Campeonato Mundial         | Campeonato Mundial | Campeonato Mundial |
| Año                | Lugar                      | Medalla            | Competición        |
| ------------------ | -------------------------- | ------------------ | ------------------ |
| 2007               | Palma de Mallorca (España) | Medalla de oro     | Scratch            |

## Palmarés

### Carretera
1999 (como amateur)
- Campeonato de Hong Kong Contrarreloj
- Campeonato de Hong Kong en Ruta
- Tour del Mar de la China Meridional, más 2 etapas

2000 (como amateur)
- 1 etapa del Tour de Langkawi
- 1 etapa del Tour de Corea
- Campeonato de Hong Kong en Ruta
- Tour de Okinawa
- 1 etapa del Tour del Mar de la China Meridional

2001
- Campeonato Asiático en Ruta
- 3.º en el Campeonato Asiático en Contrarreloj

2002
- 3.º en el Campeonato Asiático en Ruta

2003
- 2 etapas del Tour de Corea
- 1 etapa de la Vuelta al Lago Qinghai
- 1 etapa del Tour del Mar de la China Meridional

2004
- Tour de Okinawa

2005
- 1 etapa del Tour de Siam
- 4 etapas del Tour de China
- 1 etapa del Tour de Indonesia
- 5 etapas del Tour del Mar de la China Meridional

2006
- 1 etapa del Tour de Japón
- 1 etapa del Tour del Mar de la China Meridional

2012 (como amateur)
- Campeonato Asiático en Ruta
- 2 etapas del Tour de Taiwán
- 1 etapa del Tour de Japón

### Pista
1999
- 2.º en el Campeonato Asiático Persecución

2007
- Campeonato Mundial Scratch

2010
- 2.º en el Campeonato Asiático Madison
- 3.º en el Campeonato Asiático Persecución por Equipos